# Fernando Gomes (diretor)
Fernando Gomes é um ator, diretor, bonequeiro e artista plástico brasileiro, mais conhecido por manipular bonecos, como o boneco Júlio da série Cocoricó, Mestre Iodo da série de Agente G e Garibaldo de Vila Sésamo.
Fernando dirigiu e estrelou Cocoricó na TV Cultura, o que rendeu ao programa o Prêmio APCA em 1997 e o Troféu Imprensa em 2013, na categoria de Melhor Programa Infantil.

## Carreira
Filho caçula de pais separados, Fernando passou a ajudar no bufê infantil de sua mãe. Ele auxiliava nas decorações, usando os materiais à disposição para produzir bonecos temáticos, pintando e costurando essas criações. Na juventude, estudou artes plásticas e teatro, além de fazer bonecos por hobby.
Uma de suas obras chamou a atenção da bonequeira Memélia de Carvalho, uma atriz manipuladora do Bambalalão, programa da TV Cultura. A estreia de Fernando ocorreu aos 25 anos de idade após o convite de Zita Bressane, diretora de Bambalalão, para cobrir a licença de uma semana de Chiquinho Brandão. Daí passou a ir esporadicamente até fazer parte do elenco fixo.
Aos 28 anos, Fernando criou o personagem Júlio, um boneco para um especial da emissora. Em 1996, o boneco Júlio foi escalado para protagonizar a série Cocoricó, um dos maiores sucessos infantis da TV Cultura. Fernando chegou a ser gerente do departamento infantil da emissora, mas foi demitido do cargo e saiu da TV Cultura e entrou para o SBT.
Como bonequeiro na TV Cultura, atuou em Rá-Tim-Bum de 1990 a 1994, Castelo Rá-Tim-Bum de 1994 a 1997, X-Tudo de 1992 a 2002 e Vila Sésamo de 2007 a 2016.
Na direção, trabalhou na TV Cultura em Ilha Rá-Tim-Bum, Cocoricó, Qual É, Bicho?, El Mundial Y Yo, Cocoricó na Cidade, Ciranda das Flores, TV Cocoricó e Vila Sésamo. Já na Record, dirigiu Eliana & Alegria e Agente G. No canal ZooMoo, comandou O Mestre e o  Muriqui, Hora de Comer e O laboratório do Prof. Policarpo. No Discovery Kids, dirigiu a segunda e terceira temporada de Zoo da Zu.
No cinema, fez Cine Cocoricó - As Aventuras na Cidade, Cocoricó Conta Clássicos e um curta-metragem chamado Catita.